# Richard Ngarava
Richard Ngarava (* 28. Dezember 1997 in Harare, Simbabwe) ist ein simbabwischer Cricketspieler, der seit 2017 für die simbabwische Nationalmannschaft spielt.

## Kindheit und Ausbildung
Ngarava war Teil der simbabwischen Vertretung bei der ICC U19-Cricket-Weltmeisterschaft 2016.

## Aktive Karriere
Sein Debüt in der Nationalmannschaft gab er im Februar 2017 in der ODI-Serie gegen Afghanistan. Daraufhin spielte er in einzelnen Touren, konnte jedoch kaum herausragen. In 2018 stand er vor seinem Test-Debüt, verletzte sich jedoch vor der Abreise. Im September 2019 gab er sein Debüt im Twenty20-Cricket in einem Drei-Nationen-Turnier in Singapur gegen den Gastgeber. Im April 2021 spielte er gegen Pakistan auch seinen ersten Test. Im September 2021 konnte er in einem ODI in Irland 3 Wickets für 52 Runs erzielen. Im Januar 2022 gelangen ihm ebenfalls drei Wickets (3/56) in Sri Lanka. Beim ICC Men’s T20 World Cup 2022 gelangen ihm zunächst in der Vorrunde gegen Irland (2/22) und Schottland (2/28) zwei Wickets, bevor er dies in der Super-12-Runde dieses ebenfalls gegen  Bangladesch (2/24) und die Niederlande (2/18) schaffte.